# Miklós Szontagh (junior)
Miklós Szontagh junior (wym. [mikloːʃ sontɒɡ]), także Nikolaus Szontagh (ur. 10 sierpnia 1882 w Nowym Smokowcu, zm. 26 lipca 1963 r. w Lewoczy) – węgierski lekarz, taternik, działacz turystyczny. Był wnukiem prawnika Dániela Szontagha i synem lekarza Miklósa Szontagha seniora.
Po ojcu, założycielu miejscowości Nowy Smokowiec, objął tam stanowisko lekarza naczelnego i piastował je przez wiele lat. Przed I wojną światową był aktywnym wspinaczem, dokonał szeregu ważnych wejść na tatrzańskie szczyty. W większości przypadków towarzyszyli mu przewodnicy. Zasłużył się dla rozwoju turystyki i ratownictwa po południowej stronie Tatr, w latach 1933–1939 był prezesem Karpathenvereinu. Wcześniej, w początkowych latach XX wieku, dzierżawił po ojcu tereny myśliwskie w Granatach Wielickich, na których polował na kozice. Był autorem artykułów dotyczących tematyki tatrzańskiej.
Został pochowany w Wielkiej, dzisiejszej dzielnicy Popradu.

## Osiągnięcia wspinaczkowe
- drugie lub trzecie wejście na Ostry Szczyt (1902)[1],
- pierwsze wejście na Wielki Szczyt Wideł (1903, z Johannem Hunsdorferem seniorem),
- pierwsze wejście na Małą Kończystą (1905, z Zoltánem Zsigmondym i Johannem Franzem seniorem)[2].